# Хаммонд, Николас
Николас Джефри Лемприэр Хаммонд (Хэммонд, англ. Nicholas Geoffrey Lemprière Hammond; 15 ноября 1907 — 24 марта 2001) — видный британский историк и писатель, профессор Кембриджского университета, участник Второй мировой войны, кавалер британских орденов CBE (Орден Британской империи), DSO (Орден «За выдающиеся заслуги») и греческого ордена Феникса.

## Биография
Родился на юго-западе Шотландии, в городе Эр. Получил классическое образование в Феттс-колледже и в Гонвилл и Гай-колледже, Кембридж. Во время каникул и после завершения учёбы прошёл пешком всю Грецию и Албанию, получив на месте подробные сведения о топографии и рельефе этих стран, а также практику не только в греческом, и в албанском языке. Эти знания послужили причиной тому, что с вступлением в 1940 году Греции во Вторую мировую войну и после тройной германо-итало-болгарской оккупации страны, он был призван на службу в Управление специальных операций (SOE). Участвовал во множестве опасных диверсионных операций на территории Греции, в особенности на острове Крит, а также в Албании. Как офицер, в 1944 году был включён в состав союзной военной миссии при штабе Греческого Сопротивления в Фессалии и Македонии. Военная служба дала ему дополнительную возможность изучить эти регионы. В 1983 году он выпустил мемуары о своём участии в операциях и о Греческом сопротивлении под заглавием «Опасная операция в Греции» (Venture into Greece). За участие в этих операциях он был награждён британским орденом DSO и греческим орденом Феникса.

## Академическая деятельность
В послевоенные годы вернулся к академической деятельности в качестве старшего руководителя в Клэр-колледж, Кембридж. В 1954 году возглавил Клифтон-колледж в городе Бристоль, а в 1962 году назначен был профессором греческого языка в Бристольский университет. На этом посту оставался до своего ухода на пенсию в 1973 году. В 1968 году Британская академия избрала его своим членом. Основной областью его научной деятельности являлись древние Македония и Эпир. Он был также издателем и автором разделов в «Кембриджской истории Древнего мира» и статей во втором издании Оксфордского Классического Словаря.

## Вергина
В 1957 году греческая исследовательница-археолог Ф. Папазоглу пришла к выводу, что расхожее отождествление города Эдесса с самой древней столицей македонян, городом Эги, ошибочно, и что Эги, скорее всего, располагались ближе к городу Науса (Иматия). Работая над первым томом «Истории Македонии», Хаммонд также пришёл к выводу, что Эдесса и Эги — два разных города, но не остановился на этом и в 1968 году впервые предположил, что раскопки в районе греческого села Вергина ведутся на территории древнейшей столицы Македонии. Раскопки на археологической площадке Вергины были начаты французским археологом Леоном Эзи ещё в 1861 году, но Эзи пришёл к заключению, что это был город Валла. Раскопки были в 1938—1940 годах продолжены греческим археологом К. Ромеосом. В послевоенные годы раскопки продолжил М. Андроникос, который в 1955 году высказал сомнение, что раскопки ведутся в Валле, но и гипотезу Хаммонда 1968 года поставил под сомнение. Однако, продолжая раскопки, он спустя несколько лет, в 1976 году вынужден был принять её, а через год добился успеха, обнаружив и раскопав, помимо всего прочего, в Вергине могилу царя Филиппа, который, как известно из исторических источников, был убит в Эгах.

## Македония
Как историк и исследователь Хаммонд пришёл к заключению, что древние македоняне были ветвью греческого этноса и говорили на диалекте греческого языка, пока в IV веке до н. э. не погрузились в «стандартизированный» греческий язык. Касаясь возникшей проблемы с именем нового государства на северной границе Греции, Хаммонд без обиняков заявлял, что сегодняшние жители этого государства, славяне и албанцы, не говорящие на греческом языке, к древним македонянам отношения не имеют и что территория этого государства с точки зрения античной истории и географии также не имеет отношения к ранней Македонии. В своей книге «Кем были македоняне?» Хаммонд пишет: «Если югославам непременно хотелось носить древнее имя, им стоило назвать это государство Пеония, или, скорее, Южная Словения».

## Избранные работы
- История Греции до 322 г. до н. э. A History of Greece to 322 B.C. (1959)
- Эпир: География, древности, история и топография Эпира и прилегающих районов. History and Topography of Epirus and Adjacent Areas (1967)
- Миграции и вторжения в Грецию и прилегающие районы. Migrations and invasions in Greece and Adjacent Areas (1976)
- Атлас греческого и римского мира в древности. Atlas of the Greek and Roman World in Antiquity (1981)
- Филипп Македонский. Philip of Macedon (1994)
- Гений Александра Великого. The Genius of Alexander the Great (1997)
- Классические века Греции. The Classical Age of Greece (1999)
- Поэтика Аристотеля: упорядочение, сокращение и перевод для лучшего понимания широким читателем. Poetics of Aristotle: Rearranged, Abridged and Translated for Better Understanding by the General Reader (2001)
- История Македонии. Том 1. Историческая география и предыстория. A History of Macedon Volume I: Historical Geography and Prehistory (1972)
- История Македонии. Том 2. 550—336 гг. до н. э. A History of Macedon Volume II: 550—336 B.C. (1979)
- История Македонии. Том 3. 336—167 гг. до н. э. A History of Macedon Volume III: 336—167 B.C. (1988)
- Александр Великий. Царь, военачальник и государственный деятель. Alexander the Great. King, Commander, and Statesman
- История Македонии. History of Macedonia
- Оксфордский классический словарь (второе издание). Oxford Classical Dictionary (second edition)
- Конец микенской цивилизации и Тёмные века (литературная традиция). The end of Mycenaean Civilization and Dark Age: the literary tradition

### Работы, переведённые на русский язык
- История Древней Греции / Пер. Л. А. Игоревского. — М.: ЗАО «Центрполиграф», 2003. — ISBN 5-9524-0644-0, 978-5-9524-3490-5.
- Иллирия, Эпир и Македония // Кембриджская история Древнего мира. — Т. III, ч. 3: Расширение греческого мира. / Пер. А. В. Зайкова. — М.: Ладомир, 2007. — С. 311—338.
- Пелопоннес // Кембриджская история Древнего мира. — Т. III, ч. 3: Расширение греческого мира. — М.: Ладомир, 2007. — С. 382—429.
- (в соавторстве с А. Фолом.) Персы в Европе (помимо Греции) // Кембриджская история Древнего мира. — Т. IV: Персия, Греция и Западное Средиземноморье (ок. 525—479 гг. до н. э.). — М.: Ладомир, 2011. — С. 287—308.
- Поход Датиса и Артаферна // Кембриджская история Древнего мира. — Т. IV: Персия, Греция и Западное Средиземноморье. — М.: Ладомир, 2011. С. 589—618.
- Поход Ксеркса // Кембриджская история Древнего мира. — Т. IV: Персия, Греция и Западное Средиземноморье. — М.: Ладомир, 2011. — С. 619—704.
- Иллирийцы и северо-западные греки // Кембриджская история Древнего мира. — Т. VI: Четвёртый век до нашей эры. — М.: Ладомир, 2017. — С. 502—526.